# Julichthys
Julichthys fue un género de peces de la familia de los Labridae y del orden de los Perciformes propuesto en 1885 por Charles W. De Vis.

## Especies
Julichthys inornata (De Vis, 1885) : sinónimo: Halichoeres chloropterus (Bloch 1791)

## Historia
En 1885, Charles W. De Vis describió en un artículo la que creyó ser una nueva especie, Julichtys inornata, proponiendo de este modo un nuevo género entre los Labridae.
A lo largo del tiempo se aceptó esta propuesta, recogiéndose en diferentes publicaciones.
No obstante, Paolo Parenti y John E. Randall pusieron en duda, en una revisión de las especies de la familia Labridae publicada el año 2000, la existencia de la especie descrita por De Vis. En su opinión, el ejemplar debía corresponder a una hembra de Halichoeres chloropterus y como tal se considera en la actualidad.